# Hafenmuseum
El Hafenmuseum, o Museo Alemán del Puerto de Hamburgo (en alemán: Deutsches Hafenmuseum Hamburg), es un museo marítimo de Hamburgo, ubicado en el muelle de Bremen en el Kleiner Grasbrook, puerto de Hamburgo. Sus exhibiciones narran la historia de la construcción naval y las operaciones portuarias a lo largo de 600 años, con especial atención al último siglo hasta la actualidad. Gran parte de la exhibición está al aire libre, ya que incluye maquinaría, embarcaciones y equipos portuarios de gran tamaño, aún en buen estado de funcionamiento.
El Hafenmuseum está gestionado por el Museo del Trabajo – un museo público de la ciudad de Hamburgo cuyas exhibiciones se enfocan en el desarrollo laboral e industrial de la ciudad hanseática. Por tanto, parte de sus colecciones se enfocan en la historia del puerto, teniendo como fin transmitir al público el significado e impacto que ha tenido el desarrollo del puerto de Hamburgo en las últimas décadas y su función como uno de los principales puertos de Europa. Con este fin se han recopilado numerosas piezas relativas a los cambios e innovaciones, tanto humanas como técnicas, que han sido parte de la evolución del puerto.

## Descripción
La contenedorización del puerto de Hamburgo a partir de la década de 1960 trajo consigo un importante cambio estructural, que provocó el resquebrajamiento de las partes orientales del puerto. Tanto la profundidad de las dársenas como las capacidades técnicas de las instalaciones y el espacio requerido para el almacenamiento no cumplían con los requisitos para la manipulación de contenedores. Se descartó una ampliación vertical del lecho fluvial debido al túnel del Elba, excavado a una profundidad de 10,6 metros por debajo del cero hidrográfico. Por consiguiente, se demolieron las instalaciones portuarias construidas entre 1890 y 1920 y se rellenaron las cuencas portuarias.

Los característicos cobertizos del muelle (que servía para cargueros que cubrían la línea a América del Sur), conocidos por sus números –50, 51 y 52–, también estuvieron amenazados de demolición, ya que a partir de los años 1980 no servían más que como almacenes, pero sin contar con las propiedades de los espacios de almacenaje modernos. El derribo de los cobertizos se pudo evitar gracias a la intervención de la Fundación Marítima de Hamburgo, fundada en 2001, que se comprometió con la conservación, restauración y desarrollo de las instalaciones. En 2002, la fundación adquirió los derechos de propiedad de los tres grandes cobertizos junto con el propio muelle, la calle que corre entre los cobertizos, las aceras pavimentadas y demás estructuras de lo que ha llegado a conocerse como el «tramo 50» (50er-Strecke). Con ello se consiguió la protección de los cobertizos en calidad de monumentos municipales. A lo largo de los años se han alquilado con distintos objetivos, principalmente para eventos organizados (conferencias, cenas, etc.) gracias a su amplio espacio.

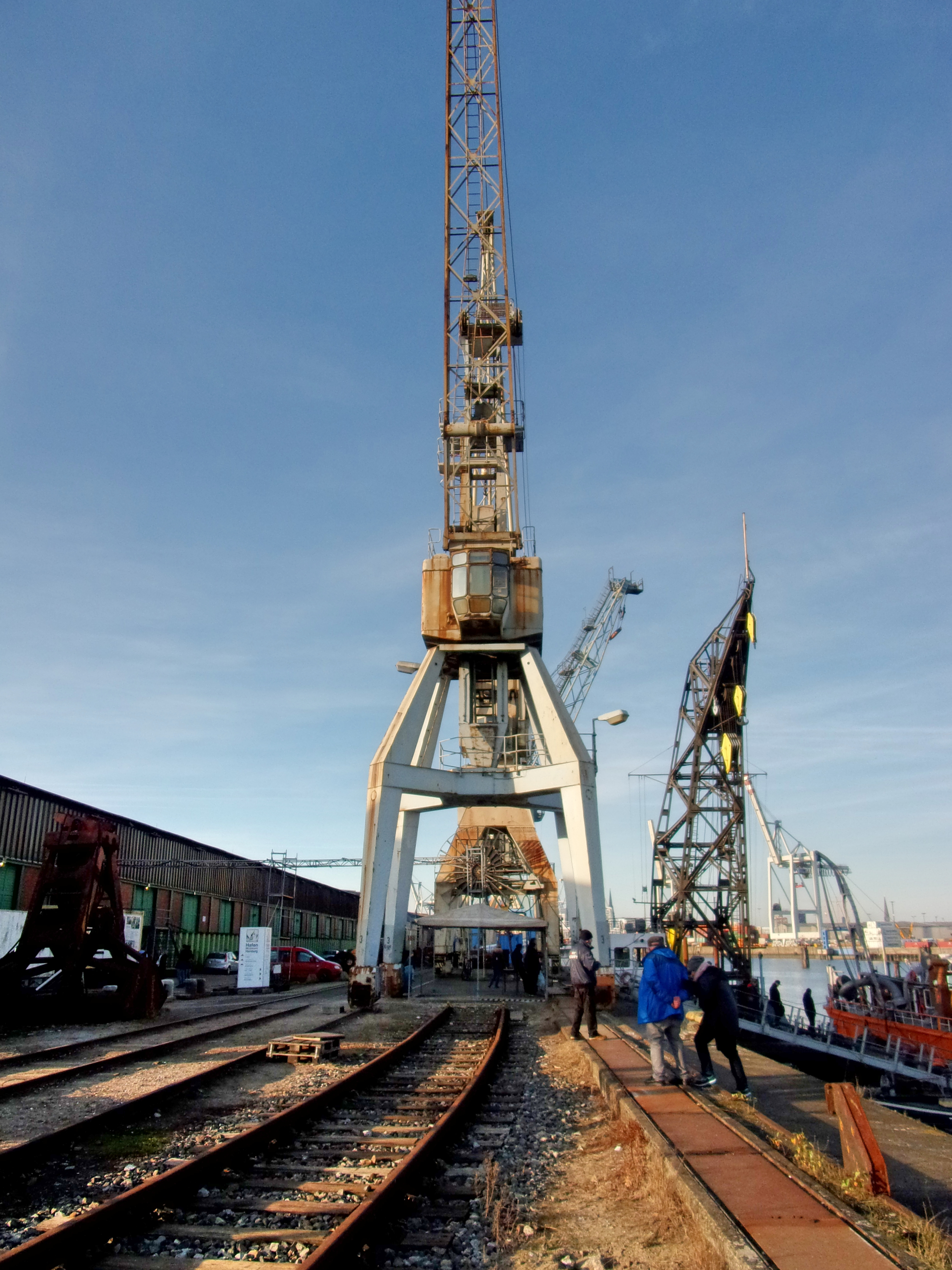
Grúa pórtico en el Hafenmuseum

Poco después de su adquisición, la fundación resolvió construir un museo portuario en torno al cobertizo principal y el área circundante, incluidas las instalaciones del muelle. El concepto, desarrollado en conjunto con el Museo del Trabajo –del cual pasaría a formar parte tras la fundación del museo–, incluía la simulación del manejo convencional de carga desde el barco al muelle/cobertizo (STS - Ship to Shore) por medio de una grúa pórtico que formaría parte de la exhibición.
En abril de 2005 se inauguró el museo en el cobertizo principal, con una superficie inicial de 700 m² y una exhibición de numerosos objetos de manipulación portuaria y construcción naval. En 2008, se amplió significativamente el espacio museístico del cobertizo, alcanzando los 2500 m² de superficie.

## Exhibición

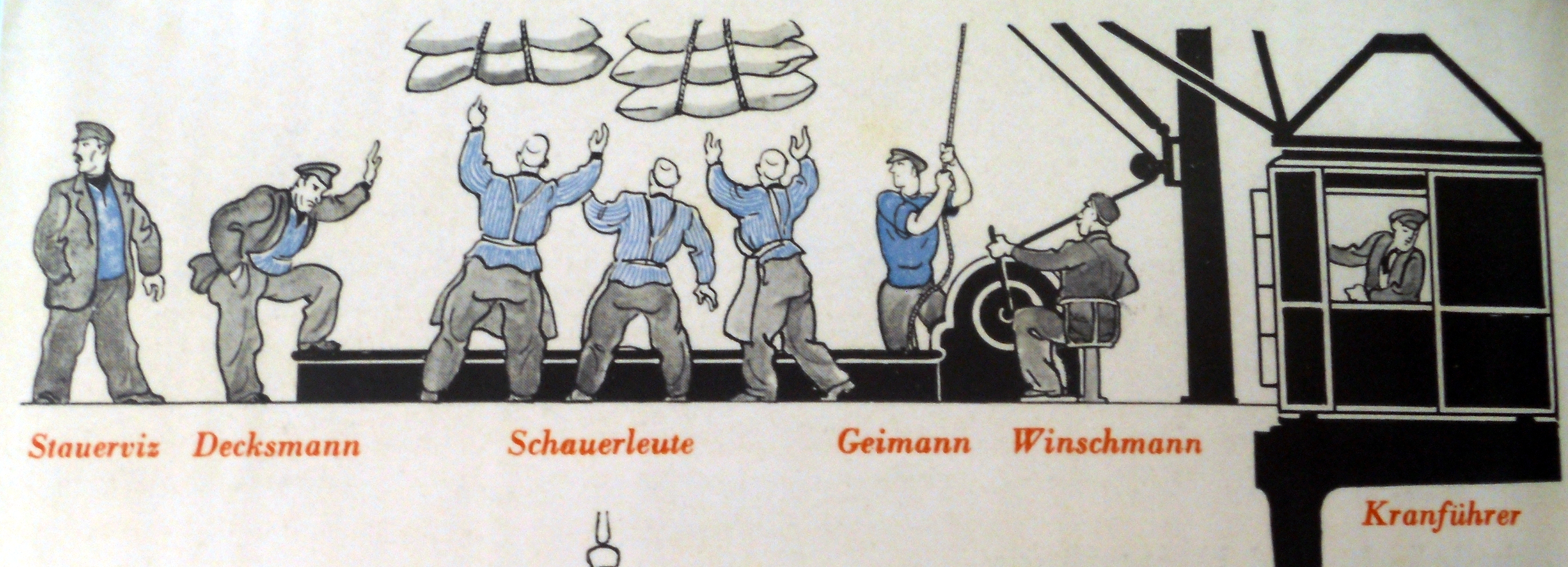
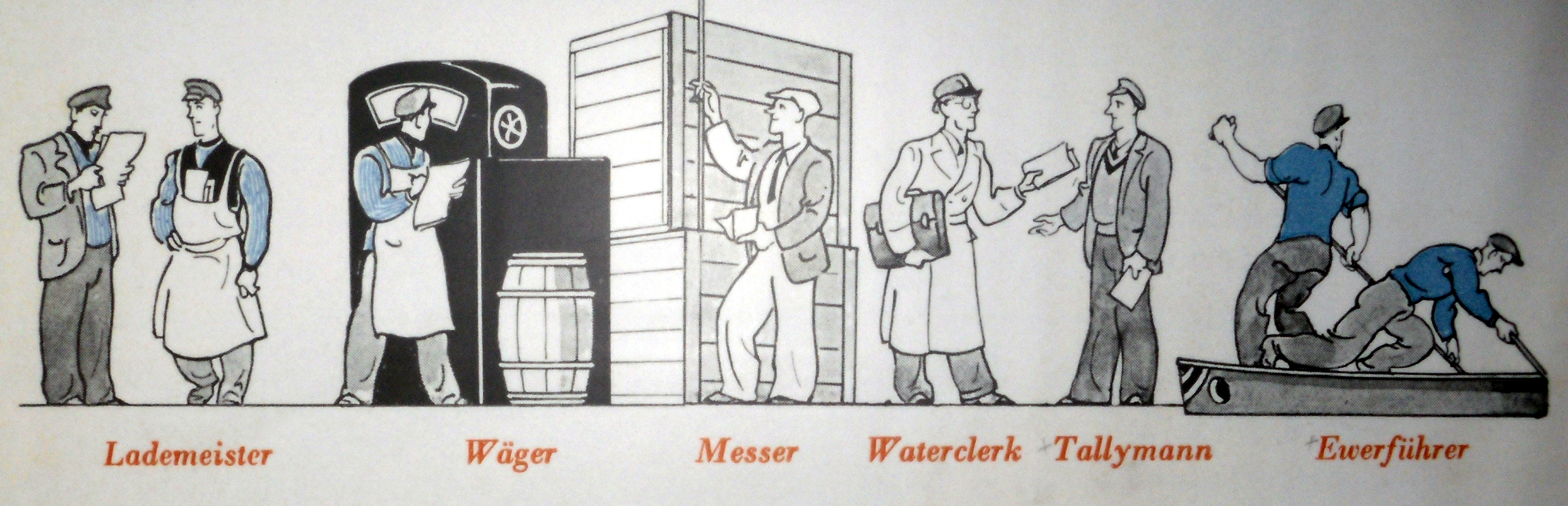
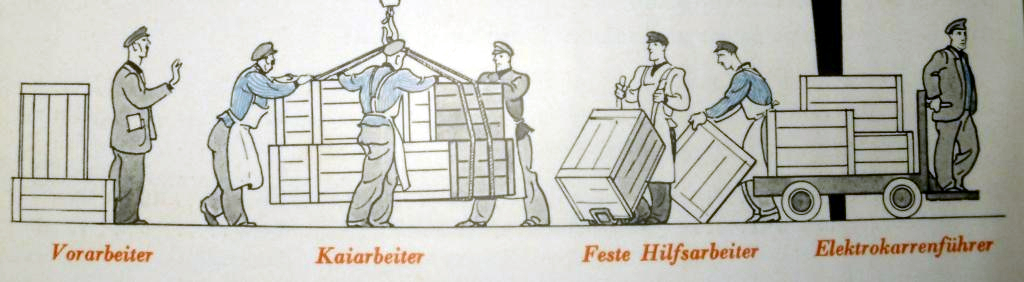
Representación de las antiguas profesiones portuarias

Entre los objetos que forman la colección del museo se incluyen vehículos portuarios, grúas pórtico, vagones de ferrocarril y el propio muelle con los objetos que lo caracterizan. Entre las embarcaciones se incluyen un buque grúa de vapor de gran tamaño y una gabarra con bombas de vapor. La última de las adquisiciones del museo, la bricbarca de cuatro palos Peking, se ha convertido en la atracción más solicitada de la exposición.
Debido a su ubicación en pleno puerto de Hamburgo, el museo transmite una autenticidad al narrar la historia del desarrollo del puerto. Con el lema «Todo sobre cobertizos, barcos y estibadores», el personal del museo –principalmente antiguos empleados del puerto y barqueros– guía a los visitantes a través de los sistemas y equipos, desde los gigantes grúas a vapor hasta las pequeñas herramientas, repasando los procesos que se llevan a cabo durante la manipulación de cargas en el muelle.
Más allá de los componentes técnicos, se muestran aspectos de la vida laboral y de la evolución del trabajo portuario a lo largo de los años, con un enfoque en profesiones que han desaparecido con el tiempo debido a la modernización y la innovación tecnológica.

## Planes de futuro
Los planes de expansión del Hafenmuseum incluyen una segunda ubicación al otro lado del Kleiner Grasbrook, en el extremo norte de la isla contigua, frente a la HafenCity, que contará con un nuevo edificio y modernas instalaciones. Por motivos de presupuesto, disponibilidad del terreno y la pandemia de COVID-19, los planes de ampliación se han pospuesto para 2025.

## Galería

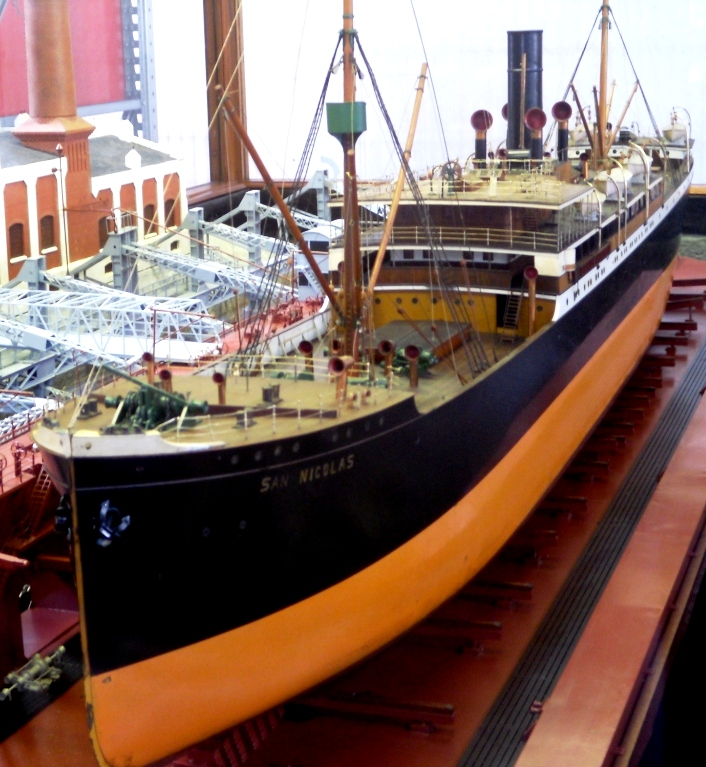
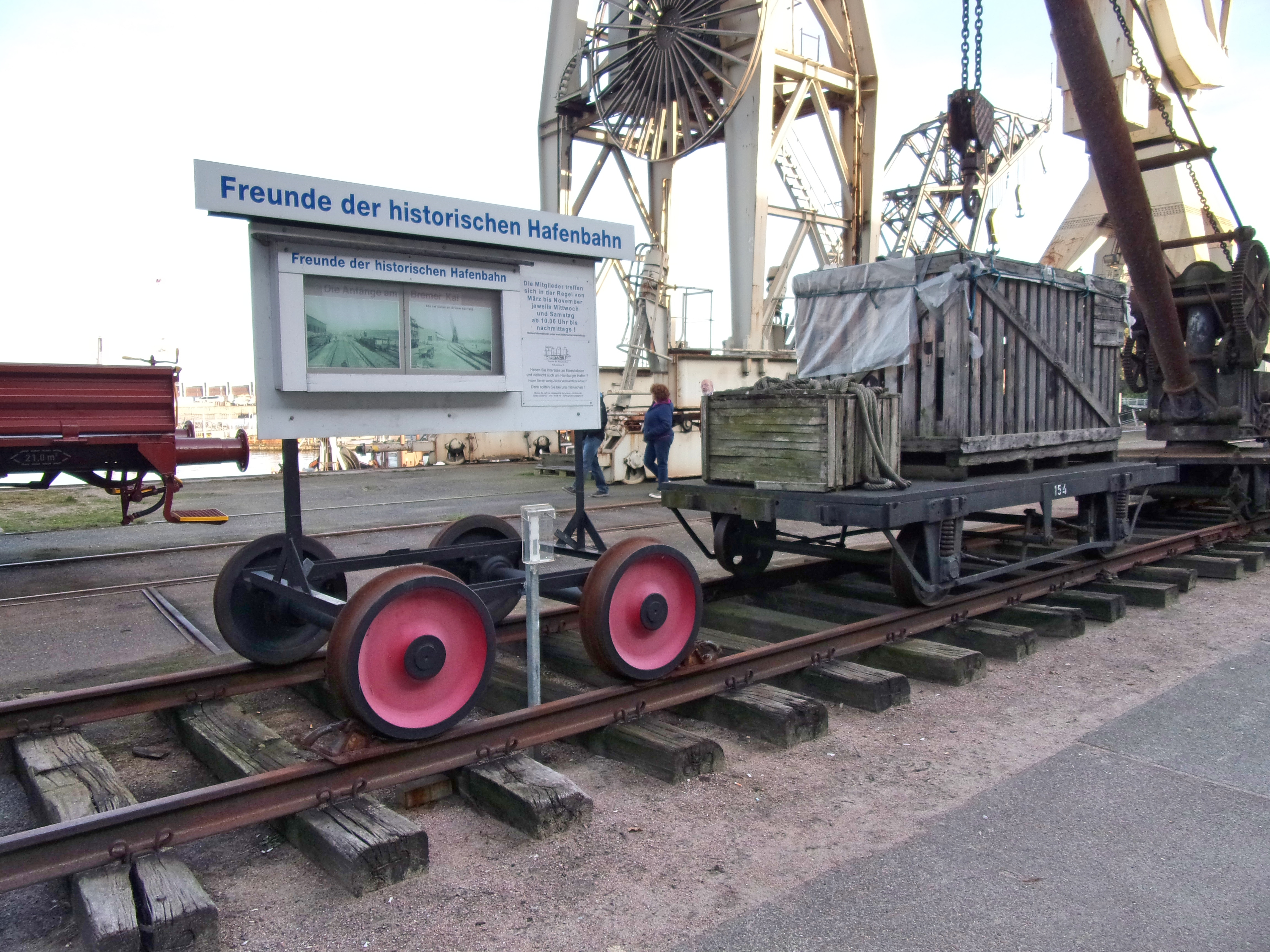
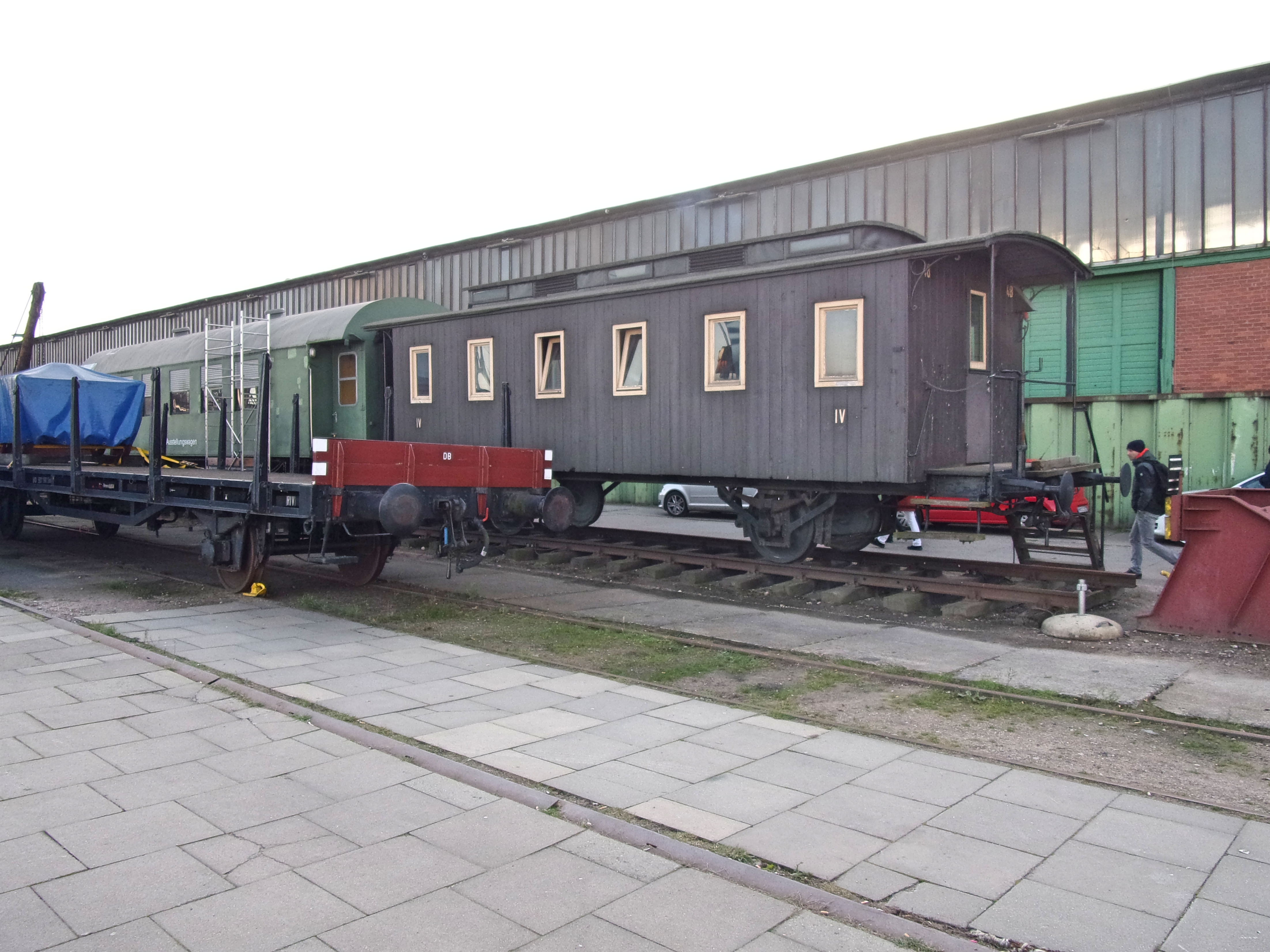
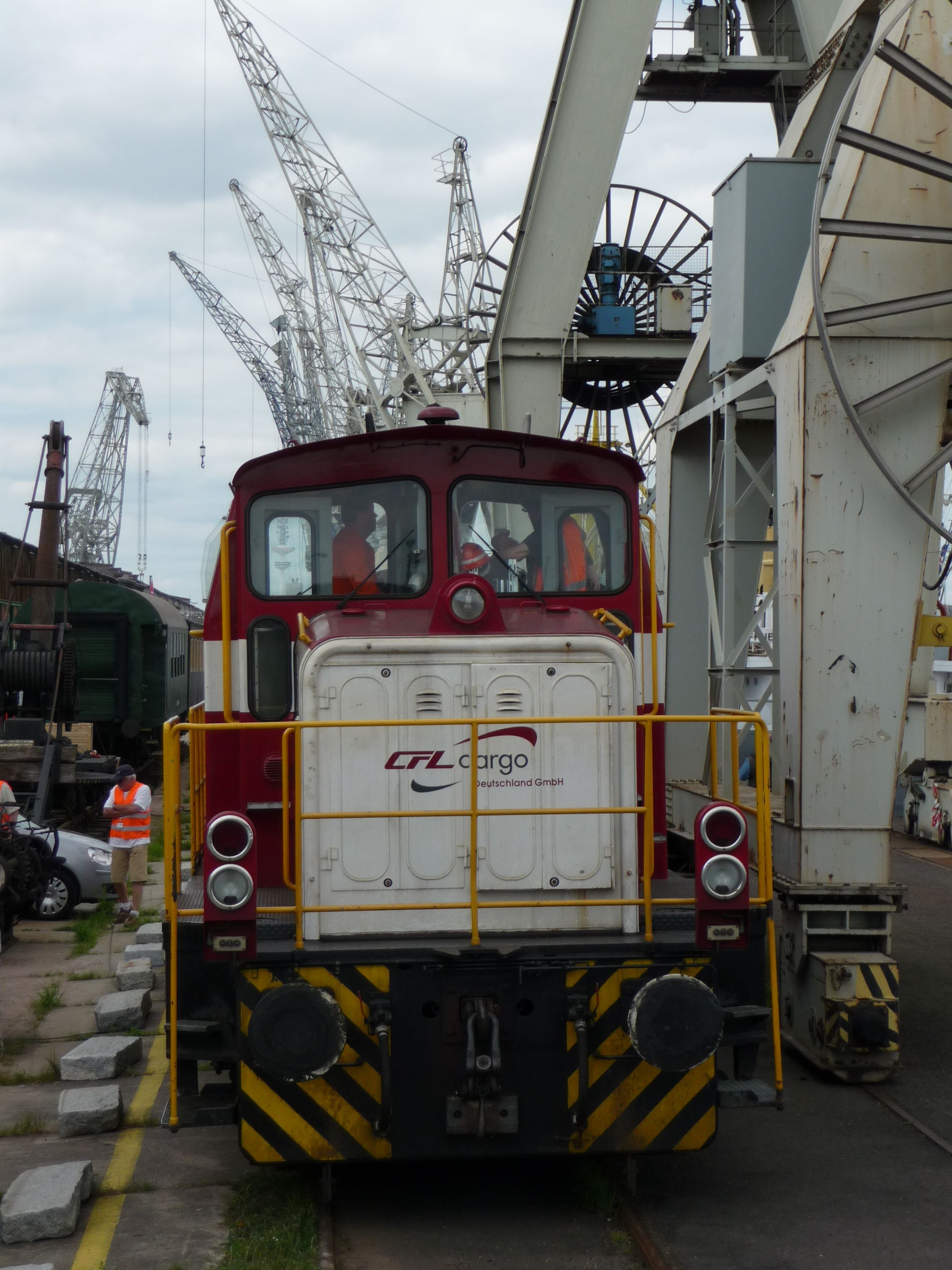
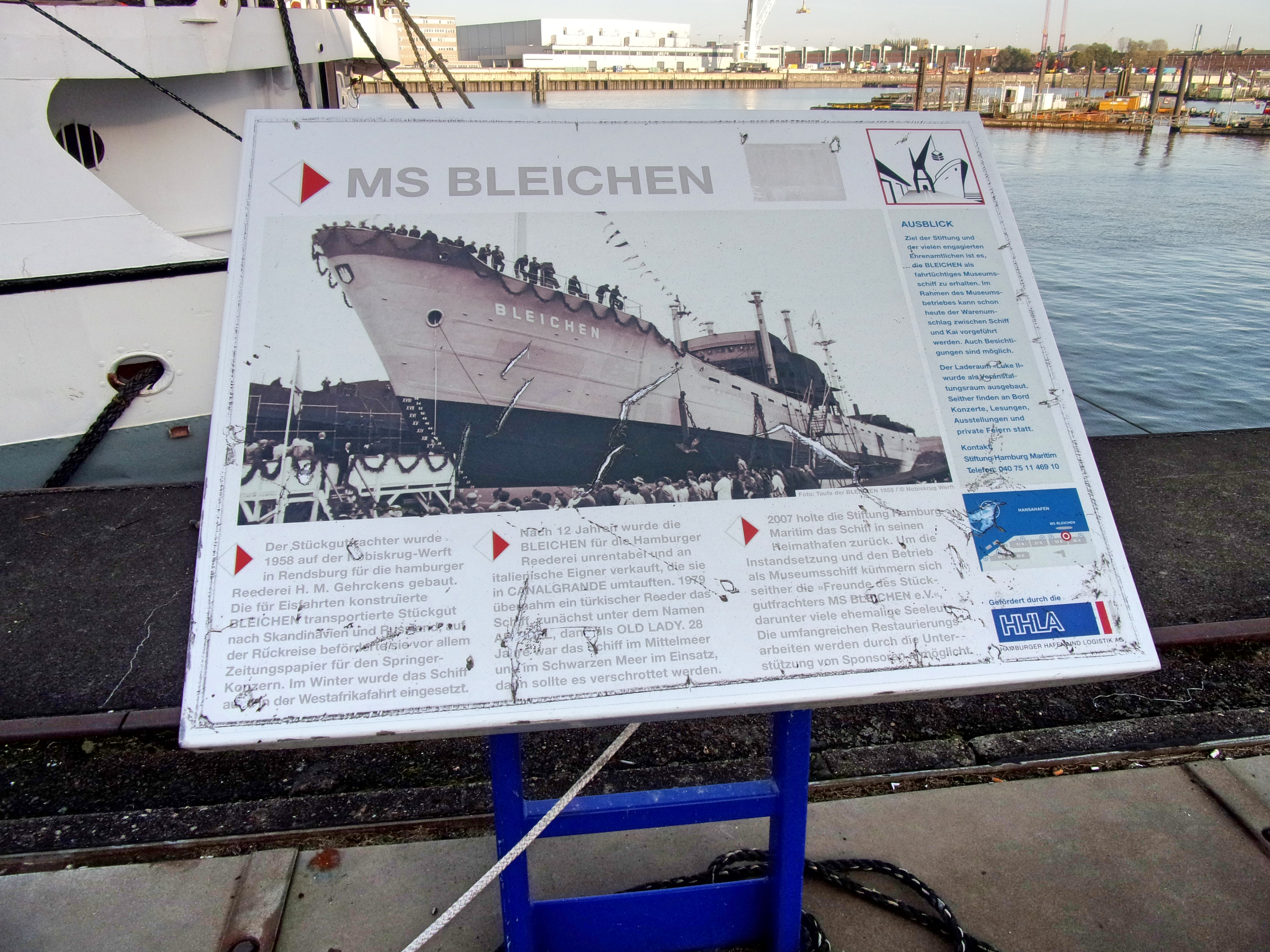
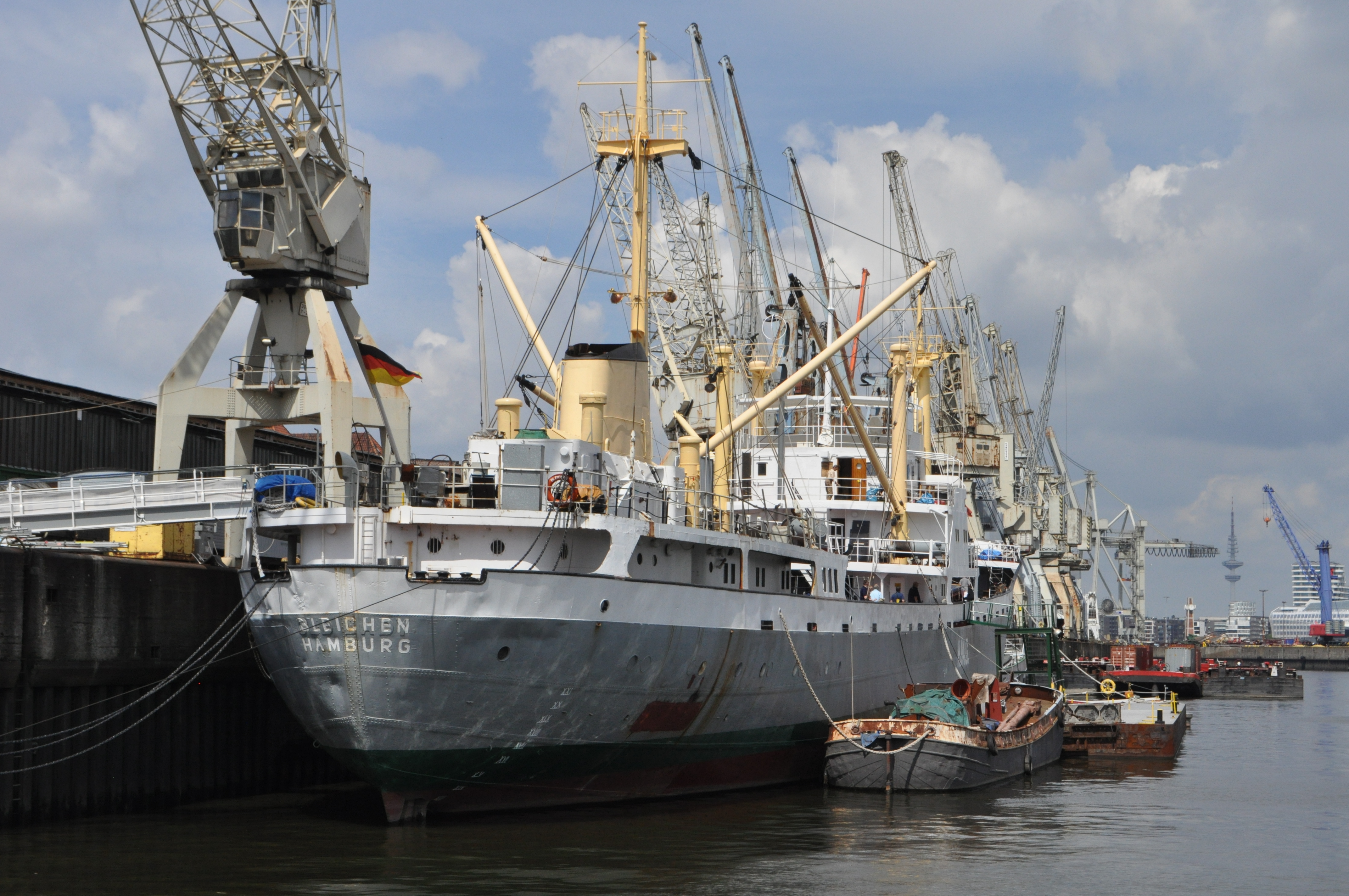
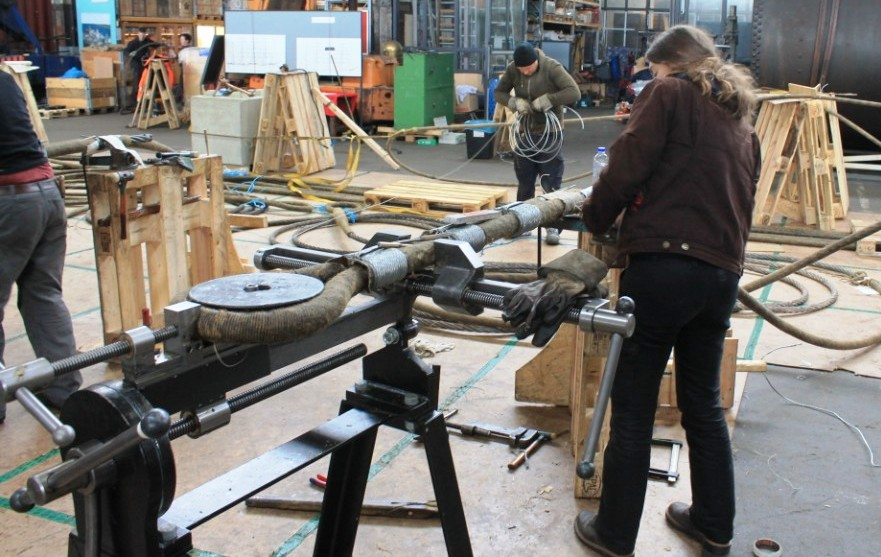
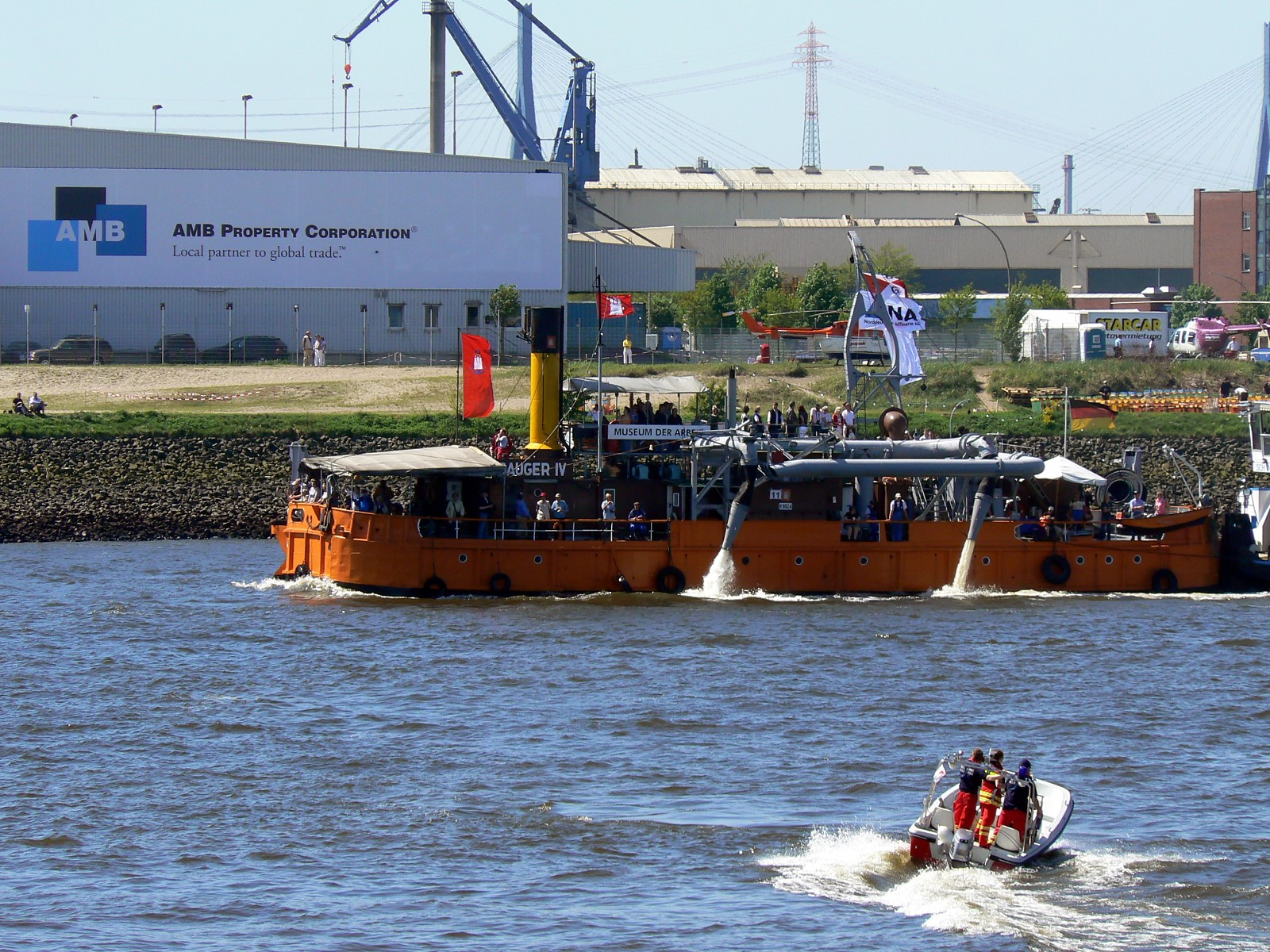